# دروازه غار

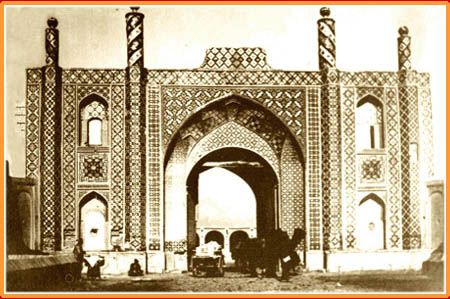
دروازه غار، از دروازه‌های نابودشدهٔ تهران

دروازه غار نام یکی از دروازه‌های قدیمی شهر تهران بود که در اطراف حصار ناصری (حصاری که در عهد ناصرالدین شاه قاجار در اطراف شهر طهران یا به اصطلاح آن روز، در اطراف دارالخلافه ناصری کشیده شده بود) قرار داشت. این دروازه در حد فاصل بین خانی‌آباد و میدان شوش در حوالی مکانی که امروزه در آن میدان غار (شهید هرندی) بنا شده است، واقع بود. محل دقیق این دروازه حد فاصل میدان شوش و میدان راه‌آهن می‌باشد که در شمالی‌ترین قسمت محله باغ آذری بوده است.

## نقش رستم و دیو سپید
بر کاشی‌کاری زیبای این دروازه تصاویری از نبرد رستم و دیو سفید نقش شده بود که حتی تا زمان تخریب این دروازه، بسیار سالم و دست‌نخورده باقی مانده بود. به همین دلیل کاشی‌های نقاشی شده مربوط به دروازه غار، به موزه ایران باستان انتقال یافتند تا در آن‌جا نگهداری شوند. 
این نقش زیبا دارای رقم استاد محمد کاشی‌پز شیرازی است و پیداست که این هنرمند اهل شیراز سازنده این کاشی‌ها و نقش مندرج بر آن بوده است. هرچند از زندگی این هنرمند اطلاعی در دست نیست. تاریخ ساخته شدن این نقش کاشی بر اساس مندرجات آن، در سال ۱۲۶۳ هجری قمری بوده است.

## وجه تسمیه (انگیزهٔ نام‌گذاری)
دلیل نام‌گذاری این دروازه به دلیل نام اراضی سمت شمال آن می‌باشد.
دروازه غار، دروازهٔ جنوبی شهر تهران بوده که در زمان ناصرالدین شاه، در ضلع جنوبی برج و باروی شهر، مابین دروازه ری و دروازه قزوین بنا شد.
در گذشته دروازهٔ شهرها در ورودی جاده‌های منتهی به شهر جهت کنترل ورود و خروج به شهر بنا می‌شد.
جاده‌ای که به سمت دروازه غار منتهی می‌شد، در راستای جنوب به شمال بوده که در حال حاضر به نام خیابان خزانه-شمال نام‌گذاری شده است.
قبل از احداث دروازه، اراضی شمال دروازه، خانه‌ها و کاروان‌سراهایی بنا شده بود که ایوان ورودی آن‌ها از جنوب به شمال پشت به کوه‌های شمیران بوده و غارهای کوچک در دل کوه‌های شمیران را در نظر بیننده تداعی می‌کرده که همین امر باعث نام‌گذاری این منطقه به اراضی بلوک غار شده بود.
با احداث دروازه در جنوب این اراضی، غار بزرگی درست در وسط کوه‌های شمیران و زیر قلهٔ توچال نظر هر بیننده‌ای که قصد ورود به تهران را داشته، جلب می‌کرد و این دروازه به دروازه غار معروف شد.
امروزه با نگاه کردن به این دروازه از سمت خیابان خزانه-شمال که در محل قدیم آن بازسازی شده، وجه تسمیهٔ این بنا به زیبایی نمایان است.

## در رسانه‌ها
مستندهایی درباه معضلات اجتماعی این منطقه نیز ساخته شده. مستند مدرسه هدایت، دروازه جنوبی، بچه‌های زمین خاکی و مستند پلاک قرمز از جمله این مستندها هستند.